# Дзівінський Василь Гаврилович
Васи́ль Гаври́лович Дзіві́нський (псевдо: «Беркут»; *17 травня 1894, Микитинці — †9 жовтня 1947, Станіславська область) — український політичний та громадський діяч Станиславівщини, учасник національно-визвольного руху в Україні першої половини ХХ ст., вояк.

## Біографія
Народився Василь Дзівінський 1894 року неподалік Станиславова. Шкільну освіту здобував у Станиславівській (1905), а згодом Кіцманській (1906–1914) українських гімназіях.
З вибухом Першої світової війни після закінчення навчання був мобілізований до австрійської армії. З проголошенням ЗУНР вступив до лав УГА і став поручником артилерійської батареї. У 1919 році під час кровопролитних боїв з частинами польської армії потрапив у полон та був інтернований до табору в місті Тухоля.
У 1921 році Василь Дзівінський повернувся з полону в рідний край. З часом у нього визрів намір виїхати до Відня для здобуття вищої освіти, але польська влада не дала дозволу на перетин кордону.
У міжвоєнний період Василь Дзівінський вів активну громадську і політичну діяльність у навколишніх зі Станиславовом селах. Був активістом організацій «Просвіта», «Сокіл», став членом партії УНДО. В 1930-х займав посаду секретаря Угорницької ґміни, до території якої входило декілька сіл. Згодом поляки звільнили його з цієї посади, як політично неблагонадійного.
З приходом радянської влади Василь Дзівінський працевлаштувався бухгалтером Станіславського облздороввідділу. Одночасно на громадських засадах керував сільським хором Микитинців, який вже не один десяток років користувався заслуженим визнанням не тільки серед односельчан.
У час німецької окупації Василь Дзівінський був призначений волосним війтом, а також виконував повноваження бухгалтера Союзу збірних громад.
Навесні 1944 року вирішив приєднатися до УПА, де спочатку керував сотнею, а згодом був переведений у відділ пропаганди. Восени 1947 року в ході рейду з Тлумача до Коломиї Василь Дзівінський потрапив у засідку, влаштовану радянськими каральними органами, і в нерівному бою загинув. Точне місце його загибелі та поховання залишаються невідомими.

## Вшанування пам’яті
Після проголошення незалежної України вдячні земляки Василя Дзівінського назвали його іменем одну з сільських вулиць в Микитинцях.
16 лютого 2017 року в івано-франківському кінотеатрі «Люм’єр» громадськості було презентовано художньо-документальний фільм «Небесний хрест». Стрічка, автором сценарію і режисером якої виступила Ольга Терешкун, є своєрідним літописом життєвого шляху громадського і культурного діяча, героя національно-визвольного руху в Україні першої половини ХХ ст. Василя Дзівінського.